# The Holy Grail of Eris
The Holy Grail of Eris (エリスの聖杯 Erisu no Seihai) ist eine Light-Novel- und Mangaserie von Kujira Tokiwa, die in den Gattungen Fantasy und Suspense zu verorten ist.
Die Reihe startete als Webroman auf der Autoren-Plattform Shōsetsuka ni Narō, wo diese zwischen Oktober 2017 und August 2018 erstpubliziert wurde und 169 Kapitel umfasst. Der japanische Verleger SB Creative brachte die Geschichte zwischen 2019 und 2022 als Light-Novel-Reihe heraus, die mit vier veröffentlichten Büchern abgeschlossen ist und sich an eine männliche Leserschaft richtet. Die Romane wurden im Jahr 2024 durch den Verleger Drecom Media neu aufgelegt und um einen Roman erweitert.
Eine Manga-Umsetzung der Geschichte startete ebenfalls im Jahr 2019 und erscheint auf der Webseite Manga Up! des japanischen Unternehmens Square Enix. Ein Ableger startete im Jahr 2024 unter dem Namen Eris no Seihai S. Zudem wurde die Produktion einer Anime-Fernsehserie angekündigt.
Im Zentrum der Handlung steht die verarmte Adelige Constance Grail, deren Verlobung auf einer Abendgesellschaft annulliert und eines Verbrechens beschuldigt wird. In die Enge getrieben nimmt der Geist der Scarlett Castiel von ihr Besitz und kann Constances Unschuld beweisen. Als Dank für ihre Rettung verspricht Constance im Gegenzug, die Geschehnisse aufzuklären, die zur Hinrichtung Scarletts geführt haben. Dabei kommen sie einer Intrige auf die Spur, die internationale Reichweite besitzt.

## Handlung
Vor etwa zehn Jahren wurde die junge Scarlett Castiel hingerichtet, weil sie versucht haben soll, die Geliebte des Prinzen zu vergiften. Bei ihrer Exekution war auch Constance Grail zugegen, die zu diesem Zeitpunkt noch ein Kind war.
In der Gegenwart nimmt die inzwischen verarmte Adelige Constance Grail an einer Abendgesellschaft teil. Sie soll den Sohn eines angesehenen Kaufmanns heiraten. Dieser jedoch beginnt eine Affäre mit einem anderen adeligen Mädchen, die von Constances Anwesenheit auf der Feier alles andere als begeistert ist. Als die Feier ihren Höhepunkt erreicht, wird Constances Verlobung annulliert und sie des Diebstahls beschuldigt. Sie soll den Haarschmuck des Mädchens gestohlen haben, die ihren Verlobten ausgespannt hat. Obwohl es Zeugen gibt, die gesehen haben was passiert ist, greift niemand ein um die Geschehnisse richtig zu stellen.
In die Enge gedrängt, nimmt der Geist von Scarlett Castiel Besitz von Constance und kann ihre Unschuld beweisen. Als Dank verspricht Constance Scarlett, sie dabei zu unterstützen, die Geschehnisse aufzuklären, die zu ihrer Ermordung führten. Sie gibt Constance Hinweise, die sie zu den Personen führen, die Scarlett einst kannte. Es stellt sich heraus, dass Scarlett ursprünglich in die Königsfamilie einheiraten sollte, damit ihr Heimatland eines Tages die Macht an sich reißen kann.

## Medien

### Webroman und Light-Novel-Serie
Kujira Tokiwa startete die Geschichte am  16. Oktober 2017 als Webroman auf der Plattform Shōsetsuka ni Narō. Bis zum 4. August des Folgejahres wurden dort 169 Kapitel veröffentlicht und die Geschichte abgeschlossen.
Der japanische Verleger SB Creative sicherte sich die Rechte an einer physischen Publikation des Werkes als Light-Novel-Serie. Zwischen November 2019 und März 2022 wurden die Geschichte in vier Büchern veröffentlicht und abgeschlossen. Der US-amerikanische Verleger Yen Press sicherte sich die Lizenz für eine englischsprachige Lokalisation der Romane.
Im November des Jahres 2024 legte der japanische Verleger Drecom Media die Romane neu auf und erweiterte die Reihe um einen fünften Band. Der deutsche Kleinverlag Dokico veröffentlicht diese Ausgabe in deutscher Sprache.

### Mangaserie
Kujira Tokiwa startete im November des Jahres 2019 eine Mangaversion der Geschichte, die von Hinase Momoyama bebildert wird und auf der Manga-Up!-Webseite des Verlegers Square Enix erstpubliziert wurde. Bis März 2025 wurden die Kapitel des Mangas in zwölf Bände zusammengetragen und im Tankōbon-Format publiziert. In englischer Sprache erscheint der Manga seit 2022 bei Yen Press. Der deutsche Verlag Manga Cult gab im November 2020 bekannt, die Mangareihe in deutscher Sprache herauszugeben. Zum Manga Day 2023 wurde eine 128-seitige Sonderausgabe des Mangas herausgegeben.
Ein weiterer Ableger, die die Handlung weiterführt, startete im Oktober 2018. Für die Zeichnungen zeigt sich S.Komugi verantwortlich. Die ersten Kapitel wurden auf der DRE-Comics-Webseite von Drecom Media veröffentlicht und später in physischer Form zusammengetragen.

### Anime-Produktion
Im Oktober 2024 wurde angekündigt, dass die Romane als Anime realisiert werden ohne dabei weitere Details zum Format zu machen. Zudem wurde bekannt, dass die Synchronsprecherinnen Kana Ichinose und Sayumi Suzushiro für die Rollen der Constance Grail bzw. der Scarlett Castiel ausgewählt wurden. Beide liehen den Charakteren bereits auf der Drama-CD zu den Romanen ihre Stimmen. In einer Bekanntmachung im März des Jahres 2025 wurde offiziell bestätigt, dass es sich bei der Produktion um eine Animeserie handelt, die unter der Regie von Morita to Junpei im Animationsstudio Ashi Production entsteht. Für das Drehbuch zeigt sich Kenichi Yamashita verantwortlich, während das Charakterdesign von Chie Kawaguchi entworfen wird.

## Besprechungen
Rebecca Silverman listete die Light-Novel-Reihe auf Position vier der besten weiterlaufenden Light-Novel-Serien des Jahres 2023 und befand, dass die Serie eine bessere Platzierung hätte erreichen können, wenn der vierte Band der Reihe genauso gut gewesen wäre wie die ersten drei Bücher. Die Bücher greifen, so Silverman, großartig die soziale Struktur Europas im 18. und 19. Jahrhundert auf. Silverman besprach bereits den ersten Band der Serie für die Kolumne The Spring Novel Guide auf Anime News Network und befand, dass die Geschichte zu Beginn wie eine typische „Villainess“-Geschichte starte, sich aber von anderen Werken dieser Gattung abhebe, da die hingerichtete Person wirklich stirbt und nicht in die Zeit zurückgeschickt wird, um Fehler auszubügeln, die zum Tod des Charakters führen. Dabei mache die Geschichte eine großartige Arbeit im Bezug auf Worldbuilding und nutze dabei Stücke der europäischen Geschichte sowie Mythologie. Auch der erste Band der Manga-Adaptation wurde von Silverman besprochen.